# Pupalia affinis
Pupalia affinis är en amarantväxtart som beskrevs av Adolf Engler. Pupalia affinis ingår i släktet Pupalia och familjen amarantväxter. Inga underarter finns listade i Catalogue of Life.